# 펑후 제도
펑후 제도(澎湖諸島, 팽호 제도)는 중화민국 타이완섬에서 서쪽으로 약 50km 떨어져 있는 타이완 해협 상의 군도이다. 중국어로는 펑후 군도(중국어 정체자: 澎湖群島, 간체자: 澎湖群岛, 병음: Pénghú qúndăo, 팽호 군도)라고 불린다. 섬들의 해안선은 복잡하고, 그 총 연장은 약 300km에 이른다. 크고 작은 90개의 섬들로 이루어져 있지만 상당수가 무인도이며, 사람이 거주하는 곳은 그 중 19개 가량이다.

## 역사
- 1281년, 원나라에 의해 순검사(巡検司)가 설치된다.
- 1563년, 왜구를 몰아나고, 명나라가 지배한다.
- 1604년, 네덜란드인이 상륙하여 무역 활동을 실시한다.
- 1684년, 정씨 왕국을 타도한 강희제가 펑후 제도를 청나라의 영토에 편입한다.
- 1895년, 청일 전쟁의 시모노세키 조약으로 청나라에서 이양을 받고 일본이 영유.
- 1900년, 4월 펑후섬 요새 건설 시작 (대산보루(大山堡塁) 착공).
- 1901년, 3월 제1기의 요새 공사가 끝났다. 1902년, 5월, 펑후섬 요새 사령부가 설치되었다.
- 1945년, 일본의 항복으로 중화민국이 영유 펑후현을 설치.

경제 산업면에서는 1913년에는 전기 회사가 설립되어 전력 공급을 시작한다. 1920년에 걸쳐 일본 기업에 의해 우편 제도가 정비되었다. 1926년에는 펑후 수산회, 1927년에 마궁 버스가 정비되었으며, 정치적인 면에서도 지방 자치를 조직하는 등 근대 국가로서의 제도가 정비되었다.

## 행정 구역

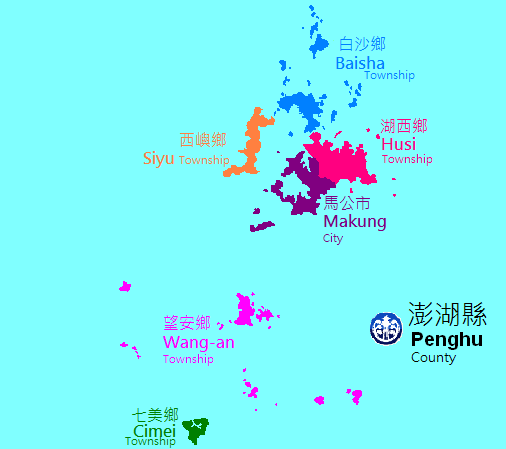
펑후 현의 행정 구역

1시 5향을 관할한다.
- 마궁시 (馬公市)
- 후시향 (湖西鄉)
- 바이사향 (白沙鄉)
- 시위향 (西嶼鄉)
- 치메이향 (七美鄉)
- 왕안향 (望安鄉)

## 인구
| 연도 | 인구    | ±%    |
| --- | ------- | ----- |
| 1985 | 102,282 | —     |
| 1990 | 95,932  | −6.2% |
| 1995 | 90,937  | −5.2% |
| 2000 | 89,496  | −1.6% |
| 2005 | 91,785  | +2.6% |
| 2010 | 96,918  | +5.6% |
| 2015 | 102,304 | +5.6% |
| Source: “Populations by city and country in Taiwan”. Ministry of the Interior. May 2018. 2017년 12월 16일에 원본 문서에서 보존된 문서. 2016년 5월 1일에 확인함. |         |       |

## 지리
펑후 제도는 군도 전체가 중화민국 타이완성의 펑후현에 속하고 있고 펑후섬(澎湖島)에 있는 현도 마궁시는 행정·경제의 중심 도시이다. 펑후섬은 펑후 군도 최대의 섬이며, 사방이 바다에 둘러싸여 있기 때문에 바람이 강해, 풍도(風島)라는 별명이 있다. 주민의 대부분은 펑후섬과 바이사섬(白沙島), 위웡섬(漁翁島) 등지에 살고 있지만, 주요 산업은 관광업과 어업 뿐이기 때문에 많은 청년 노동자들이 일자리를 구하기 위해 섬을 떠나는 실정이다.
북회귀선 부근에 위치하기 때문에, 연중 온난한 기후이고 연평균 기온은 23 °C이다. 그러나 섬내에 산지가 형성되어 있지 않아 강수량은 적어, 연 강수량은 1,000mm정도이다. 제도는 산호로 이루어져 있고, 또 주위가 산호초에 둘러싸여 있어 토양의 발달이 미약하다. 그 때문에 식물이 자라기 어렵고 식생이 풍부한 타이완섬과는 경관이 다르다. 주민들은 풍부하게 존재하는 산호를 예부터 활용해, 강풍으로부터 작물이나 가옥을 보호하는 산호로 된 울타리나, 산호로 만든 벽돌을 사용한 지붕이 낮은 집들을 만들어 왔다. 이것들은 현재에도 섬의 독특한 분위기를 자아내고 있어 근래에는 역사적 경관의 복원이 진행되고 있다.

## 기후
| 펑후현 마궁시의 기후                                                        | 펑후현 마궁시의 기후 | 펑후현 마궁시의 기후 | 펑후현 마궁시의 기후 | 펑후현 마궁시의 기후 | 펑후현 마궁시의 기후 | 펑후현 마궁시의 기후 | 펑후현 마궁시의 기후 | 펑후현 마궁시의 기후 | 펑후현 마궁시의 기후 | 펑후현 마궁시의 기후 | 펑후현 마궁시의 기후 | 펑후현 마궁시의 기후 | 펑후현 마궁시의 기후 |
| 월                                                                          | 1월                  | 2월                  | 3월                  | 4월                  | 5월                  | 6월                  | 7월                  | 8월                  | 9월                  | 10월                 | 11월                 | 12월                 | 연간                 |
| --------------------------------------------------------------------------- | -------------------- | -------------------- | -------------------- | -------------------- | -------------------- | -------------------- | -------------------- | -------------------- | -------------------- | -------------------- | -------------------- | -------------------- | -------------------- |
| 역대 최고 기온 °C (°F)                                                      | 28.6 (83.5)          | 29.5 (85.1)          | 30.8 (87.4)          | 33.0 (91.4)          | 34.2 (93.6)          | 35.9 (96.6)          | 36.7 (98.1)          | 35.2 (95.4)          | 35.1 (95.2)          | 35.3 (95.5)          | 31.1 (88.0)          | 30.0 (86.0)          | 36.7 (98.1)          |
| 일평균 최고 기온 °C (°F)                                                    | 19.4 (66.9)          | 20.0 (68.0)          | 22.9 (73.2)          | 26.3 (79.3)          | 29.1 (84.4)          | 30.9 (87.6)          | 32.2 (90.0)          | 31.8 (89.2)          | 31.0 (87.8)          | 28.2 (82.8)          | 25.1 (77.2)          | 21.3 (70.3)          | 26.5 (79.7)          |
| 일일 평균 기온 °C (°F)                                                      | 17.1 (62.8)          | 17.4 (63.3)          | 19.9 (67.8)          | 23.2 (73.8)          | 25.9 (78.6)          | 27.9 (82.2)          | 28.9 (84.0)          | 28.6 (83.5)          | 28.0 (82.4)          | 25.5 (77.9)          | 22.7 (72.9)          | 19.1 (66.4)          | 23.7 (74.6)          |
| 일평균 최저 기온 °C (°F)                                                    | 15.5 (59.9)          | 15.6 (60.1)          | 17.8 (64.0)          | 21.1 (70.0)          | 24.0 (75.2)          | 25.9 (78.6)          | 26.7 (80.1)          | 26.6 (79.9)          | 26.1 (79.0)          | 24.0 (75.2)          | 21.3 (70.3)          | 17.7 (63.9)          | 21.9 (71.4)          |
| 역대 최저 기온 °C (°F)                                                      | 7.7 (45.9)           | 7.2 (45.0)           | 7.4 (45.3)           | 10.5 (50.9)          | 16.6 (61.9)          | 19.3 (66.7)          | 21.8 (71.2)          | 21.1 (70.0)          | 19.2 (66.6)          | 15.0 (59.0)          | 9.6 (49.3)           | 9.0 (48.2)           | 7.2 (45.0)           |
| 평균 강수량 mm (인치)                                                       | 20.9 (0.82)          | 38.1 (1.50)          | 50.7 (2.00)          | 77.9 (3.07)          | 117.8 (4.64)         | 148.0 (5.83)         | 163.2 (6.43)         | 229.4 (9.03)         | 100.3 (3.95)         | 30.1 (1.19)          | 26.0 (1.02)          | 28.1 (1.11)          | 1,030.5 (40.59)      |
| 평균 강수일수 (≥ 0.1 mm)                                                    | 5.2                  | 6.2                  | 7.6                  | 8.7                  | 9.3                  | 10.2                 | 8.1                  | 9.4                  | 5.6                  | 2.4                  | 3.6                  | 4.8                  | 81.1                 |
| 평균 상대 습도 (%)                                                          | 78.7                 | 80.7                 | 80.0                 | 80.9                 | 82.8                 | 85.2                 | 83.6                 | 84.4                 | 79.6                 | 75.2                 | 76.8                 | 76.8                 | 80.4                 |
| 평균 월간 일조시간                                                          | 102.9                | 98.7                 | 131.1                | 153.1                | 183.6                | 211.2                | 265.3                | 231.4                | 214.9                | 186.4                | 129.2                | 111.4                | 2,019.2              |
| 출처: 중화민국 교통부 중앙기상국 (평년값: 1991년~2020년, 극값: 1897년~현재) |                      |                      |                      |                      |                      |                      |                      |                      |                      |                      |                      |                      |                      |

## 같이 보기
- 대만의 행정 구역
- 대만의 도시 목록
- 대만 문제